# Jeireddín Barbarroja

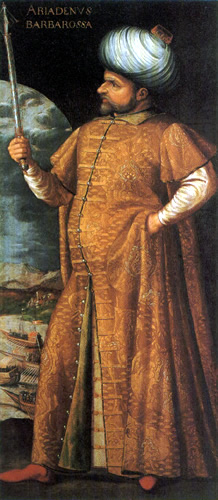
Representación de Jeireddín Barbarroja,.

Jeireddín Barbarroja (en turco otomano: خيرالدين بربروس; Lesbos; 1475-Estambul; 1546) fue un almirante otomano, así como un corsario turco que sirvió bajo las órdenes del sultán otomano Solimán I. Apodado Barbaros («Barbarroja» en español) —concretamente el nombre de Barbarossa se lo otorgaron los italianos a su hermano Aruj por su barba roja, y Jeireddín lo heredó a la muerte de aquel— y Barbaros Hayrettin Pasha (خير الدين, Jair al-Din) —por los turcos—, su verdadero nombre en turco era Hızır bin Yakup. También recibió el nombre honorífico de Jaireddín, este procedente del árabe Jidr ʾibn Yaʿqub, «bondad de la fe» o «mejor de la fe».
Jeireddín fue uno de los más importantes corsarios del siglo XVI, y junto con su predecesor y hermano Aruj fundó una organización pirata que llevó a los magrebíes (llamados entonces berberiscos por proceder de Berbería, lo que no quiere decir que fueran bereberes) —bajo los auspicios del Imperio otomano— a alcanzar gran poder sobre el comercio del Mediterráneo. Muy pronto demostró una capacidad tal, que llegó a suceder merecidamente a su hermano, e incluso logró superar ampliamente las hazañas de este, convirtiéndose en una verdadera pesadilla para el Imperio español de la época y buena parte de la Europa cristiana.

## Antecedentes
Hızır tuvo dos hermanas y tres hermanos (Ishaq, Aruj e Ilias), que entre 1470 y 1480 nacieron en la isla de Lesbos. Su padre Yakup —según indican algunas fuentes— era un Sipahi, es decir, un señor feudal miembro de la caballería otomana, mientras que otros indican que prestó servicios como jenízaro en Vardar (en la actual Macedonia del Norte). Su madre era una cristiana griega de Mitilene, viuda de un sacerdote ortodoxo, aunque el cronista Luis del Mármol señaló como madre a una cristiana de origen español, secuestrada por corsarios.
Yakup se hizo alfarero y compró un bote para comerciar sus productos. Sus cuatro hijos varones lo ayudaron con su negocio, pero no se sabe mucho de sus hijas. Al principio Aruj ayudaba con el manejo del bote, mientras que Hızır ayudaba a hacer productos de alfarería.
Los cuatro hermanos se hicieron marineros y se dedicaron al comercio internacional. El primero fue Aruj, a quien luego se sumó su hermano Ilias. Tiempo después, cuando consiguió tener su propio barco, Hızır también empezó su carrera en el mar. Si bien los hermanos comenzaron como marinos, pronto se convirtieron en corsarios en el Mediterráneo para contrarrestar el poderío de los Caballeros de San Juan de la Isla de Rodas y del imperio de Carlos V del Sacro Imperio Romano Germánico. Aruj e Ilias operaron en el Levante, entre Anatolia, Siria y Egipto. Por su parte, Hızır actuó en el mar Egeo y basó sus operaciones especialmente en Tesalónica. Ishaq, el mayor, se mantuvo en Mitilene y estuvo a cargo del manejo financiero del negocio familiar.
Aruj fue especialmente exitoso; ya sabía hablar italiano, español, francés, griego y árabe durante los primeros años de su carrera. Mientras regresaba de una expedición comercial en Trípoli con su hermano Ilias, fue atacado por los Caballeros de San Juan. Ilias murió en la batalla y Aruj fue herido. El barco de su padre fue capturado y Aruj hecho prisionero y encarcelado en el castillo que tenían los Caballeros en Bodrum por casi tres años. Al saber dónde se hallaba su hermano, Hızır se fue a Bodrum y lo ayudó a escapar.

### Carrera junto a su hermano

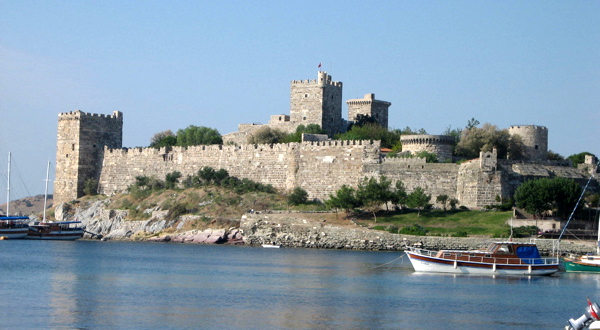
Castillo de los Caballeros de San Juan (Orden de Malta) en Bodrum, donde Aruj estuvo apresado durante casi tres años hasta ser liberado por su hermano Hızır.

Aruj entonces viajó a Antalya, donde Korkud, el príncipe y gobernador de la ciudad, le dio 18 galeras y le encargó que luchase contra los Caballeros de San Juan, quienes afectaban seriamente el comercio marítimo otomano. Cuando Korkud se convirtió en gobernador de Manisa, le proporcionó a Aruj una flota formada por 24 galeras en el puerto de Esmirna y le ordenó que organizara una expedición naval a Apulia, Italia, donde Aruj bombardeó varios castillos costeros y capturó dos barcos. De vuelta a Lesbos, se detuvo en Eubea y capturó tres galeones y otro barco.
En cuanto llegó a Mitilene con estas naves capturadas, Aruj se enteró de que Kordud, hermano del nuevo sultán otomano, había huido a Egipto para evitar ser asesinado por causa de disputas sucesorias, práctica común en la época. Temiendo meterse en problemas por su pública asociación con el exiliado príncipe otomano, Aruj partió a Egipto. Ahí se reunió con Korkud en El Cairo y logró una audiencia con el sultán Qansoh Al-Ghuri, quien organizaba una flota de barcos para enviar a la India. El sultán le asignó un barco que Aruj tripuló y capitaneó, comenzando a atacar inmediatamente —desde su base en Alejandría— las islas del Mediterráneo controladas por los cristianos.
Alrededor de 1503, Aruj consiguió como botín tres nuevos barcos e hizo de la isla de Yerba, en la costa de Túnez, su base principal, trasladando el marco de sus operaciones marítimas al Mediterráneo Occidental. Ahí se le unieron sus otros dos hermanos: Ishaq y Hızır. Su fama aumentó cuando transportó entre 1504 y 1510 a los musulmanes mudéjares desde la España cristiana al norte de África. Por este motivo obtuvo el nombre honorífico Baba Oruç (Padre Aruj), que a la larga (por similitudes fonéticas) se transformó en España, Francia e Italia en "Barbarossa" (Barba roja en italiano). A partir de entonces consiguió una serie de victorias, a tal punto que en 1515 envió regalos preciosos al sultán otomano Selim I, quien a su vez le mandó dos galeras y dos espadas con diamantes incrustados.
En 1516 se apoderó de Argel y más tarde de Tremecén, haciendo que su gobernante Abu Hamo Musa III huyera de sus posesiones. Los españoles en Argel buscaron refugio en la isla de Peñón cerca de la costa de Marruecos y pidieron al rey Carlos I que interviniera, pero la flota española fracasó en su intento de expulsar a los hermanos de Argel.

### La muerte de sus hermanos
Después de consolidar su poder y declararse sultán de Argel, Aruj buscó ampliar sus territorios y tomó Miliana, Ténès y Médéa. Se hizo conocido por agregar velas a sus cañones para facilitar su transporte a través de los desiertos del norte de África. Para Aruj la mejor protección contra España era unirse al Imperio otomano, su patria y rival de los españoles. Para lograrlo, debía renunciar a su título de sultán de Argel ante los otomanos. Lo hizo en 1517 y ofreció Argel al sultán otomano. El sultán aceptó a Argel como una provincia otomana y designó a Aruj como gobernador, además de prometerle su asistencia por medio de jenízaros, galeras y cañones.
Los españoles ordenaron a Abu Zayan, a quien habían nombrado nuevo gobernante de Tremecén y Orán, que atacara a Aruj desde tierra, pero este último se enteró del plan y por sorpresa atacó Tremecén, apoderándose de la ciudad y ejecutando a su gobernante. El único superviviente de la dinastía de Abu Zayan fue Sheikh Buhammud, quien escapó a Orán y pidió la ayuda de España.
En mayo de 1518, Carlos I llegó a Orán y fue recibido en el puerto por Sheikh Buhammud y el gobernador español de la ciudad, Diego de Córdoba, marqués de Comares, al mando de una fuerza de 10 000 soldados españoles. Con el apoyo de miles de beduinos locales, los españoles marcharon hacia Tremecén. Aruj y su hermano Ishaq los esperaban con 1500 soldados turcos y 5000 soldados moros. Defendieron Tremecén 20 días, pero al final fueron muertos en combate por las fuerzas de García de Tineo.
Hızır bin Yakup, ahora con el título de Baylar Bey otorgado por el sultán Selim I, y con la tenencia de jenízaros, galeras y cañones, heredó el lugar de su hermano Aruj, su nombre (Barbarroja) y su misión.

## Operaciones en el Mediterráneo

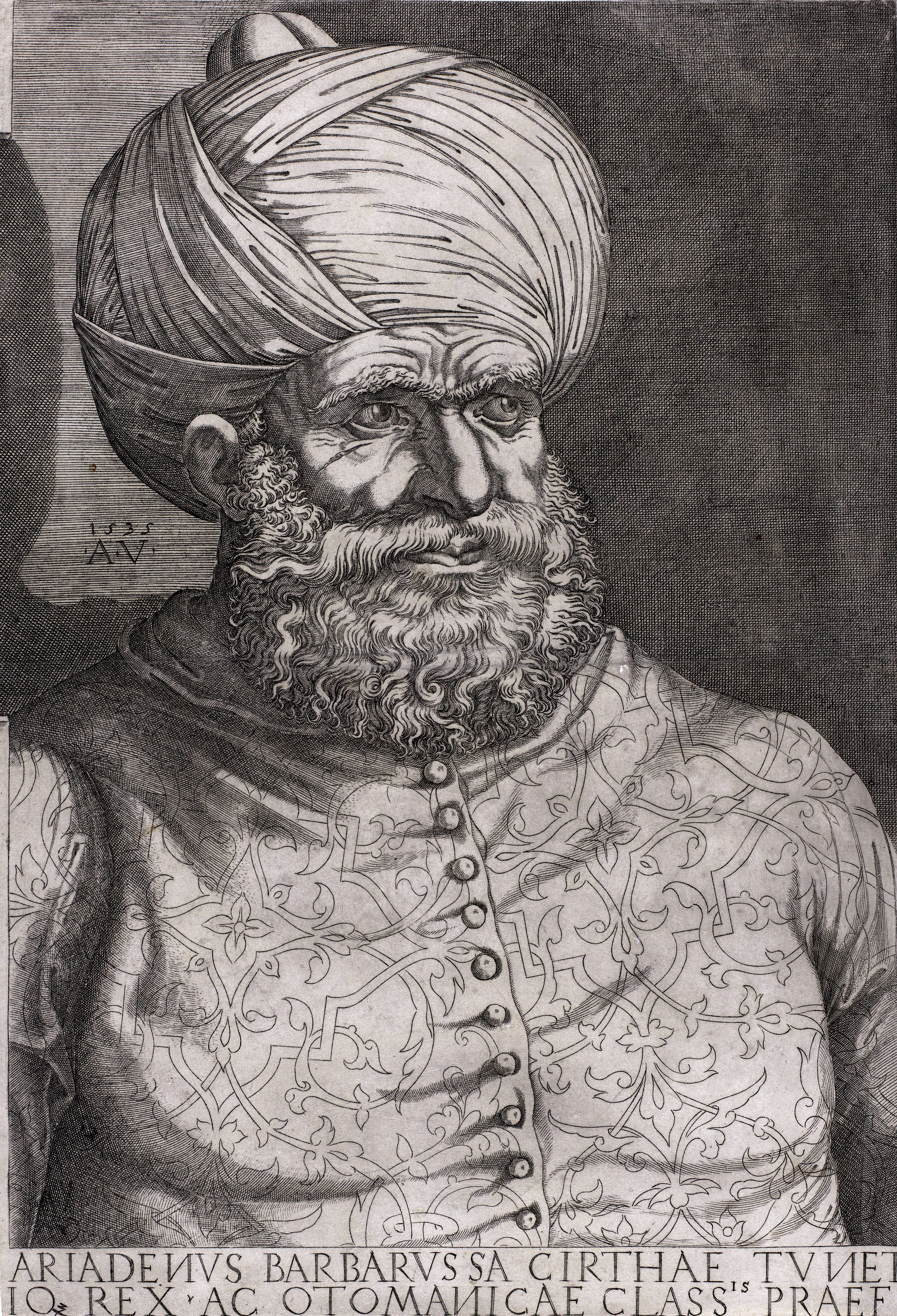
Retrato de Barbarroja,.

Al mando de un ejército turco enviado por el sultán otomano, Barbarroja reconquistó Tremecén en diciembre de 1518. Continuó con la política de transportar musulmanes mudéjares desde España al Norte de África, logrando asegurar para sí un gran número de seguidores musulmanes agradecidos y leales, quienes tenían un inmenso odio hacia España. Capturó Bona y en 1519 derrotó una flota hispano-italiana que intentaba recuperar Argel. El mismo año también atacó Provenza, Tolón y las islas de Hyères, en el sur de Francia. En 1521 atacó las islas Baleares y luego capturó varias naves españolas que regresaban del Nuevo Mundo a Cádiz. En 1522 envió a un delegado suyo a participar en la conquista de Rodas organizada por el Imperio Otomano, que tuvo como resultado la expulsión de los Caballeros de San Juan de la isla el 1 de enero de 1523. A partir de entonces y hasta 1530, realizó numerosísimas incursiones en territorios europeos en el Mediterráneo, tales como Crotone, Mesina, Toscana, Campania, Andalucía, las islas Baleares y Marsella.
En 1531 se encontró con Andrea Doria, contratado por Carlos I para recuperar Jijel y Peñón, derrotándolo. El mismo año se enfrentó en la isla Favignana con una flota de la Orden de Malta, a la que venció. Luego navegó hacia oriente y desembarcó en Calabria y Apulia. De vuelta a Argel asaltó Trípoli, entregada a los Caballeros de San Juan por Carlos I en 1530. En octubre de 1531 atacó de nuevo las costas de España.
En 1532, durante la expedición de Solimán I contra el Imperio austríaco, Andrea Doria conquistó Koroni, Patras y Lepanto en las costas de Morea, y aunque recapturó las ciudades, Solimán se dio cuenta de la importancia de tener un poderoso almirante de su lado. Llamó entonces a Barbarroja a Estambul, y este llegó en agosto del mismo año.
A partir de entonces Barbarroja atacó Cerdeña, Bonifacio, Montecristo, Elba y Lampedusa; luego capturó 18 galeras cerca de Mesina y supo por los prisioneros que había hecho, que Doria se dirigía a Préveza. Barbarroja procedió a atacar las costas cercanas de Calabria y luego se dirigió a Préveza, donde la flota de Doria huyó tras una corta batalla, pero solo cuando el corsario otomano capturó siete de sus galeras. De su flota de 44 galeras, Barbarroja envió 25 de ellas de vuelta a Argel y se dirigió con las 19 restantes a Estambul, donde llegó en 1533. Allí fue recibido por el sultán Solimán, quien lo nombró Kaptan-ı Derya (Almirante de flota) de la armada otomana y Baylar Bey (Jefe gobernador) del Norte de África. También se le dio el gobierno de las provincias (sanjaks) de Rodas, Eubea y Quíos en el mar Egeo.

## Trayectoria como almirante en jefe del Imperio otomano

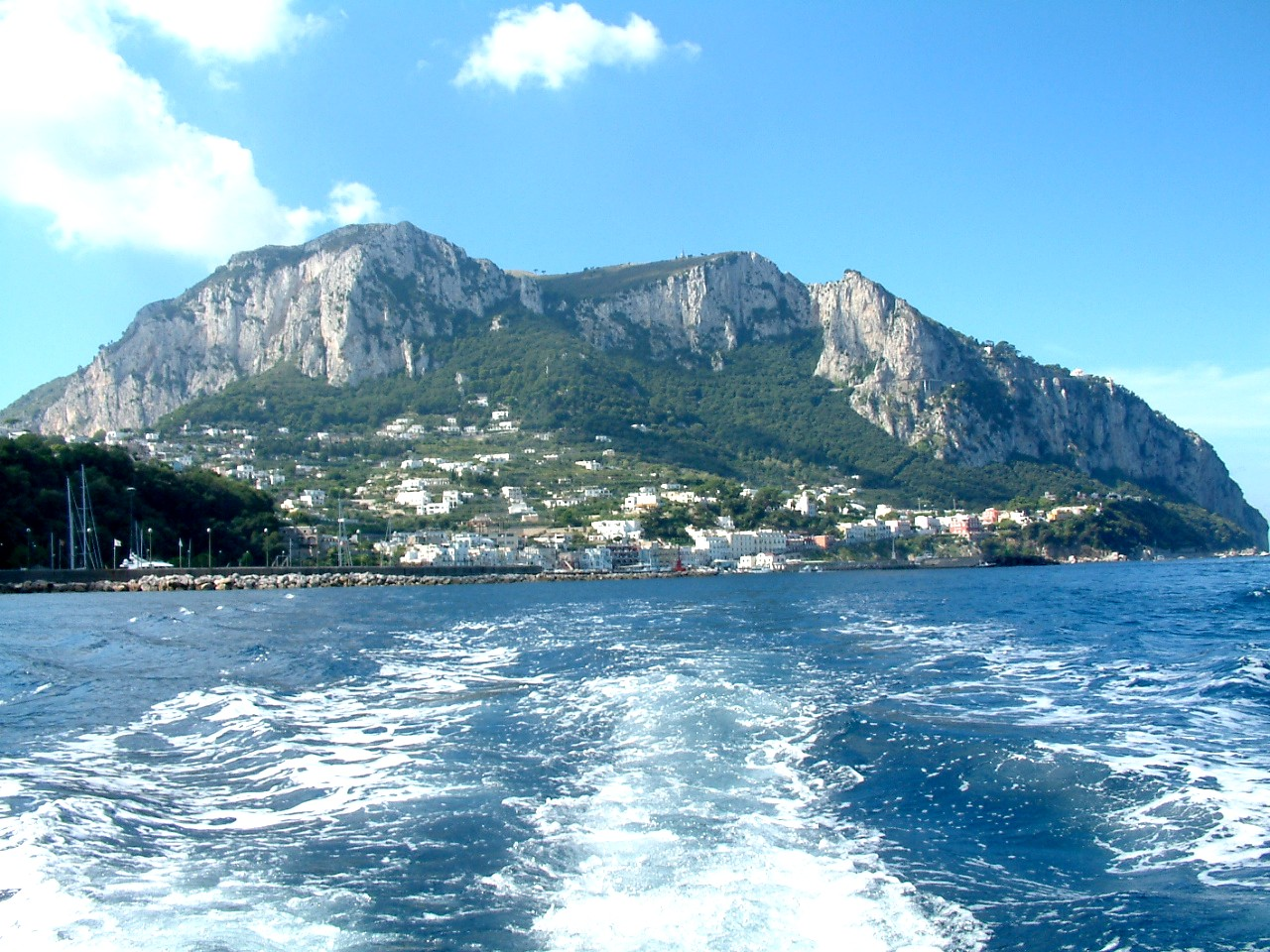
El castillo Barbarroja en Capri aún lleva el nombre del almirante otomano que conquistó la isla en 1535. Los turcos abandonaron Capri con el tiempo, pero otro famoso almirante otomano, Turgut Reis, recapturó tanto la isla como el castillo en 1553.

En 1534 Barbarroja partió de Estambul con 80 galeras y en abril conquistó Koroni, Patras y Lepanto, que estaban bajo dominio español. En julio de 1534 cruzó el estrecho de Mesina e incursionó en las costas de Calabria, capturando una gran cantidad de naves enemigas. Luego destruyó el puerto de Cetraro y todas las naves allí ancladas. El mismo mes apareció en Campania y saqueó las islas de Capri y Procida, antes de bombardear los puertos del golfo de Nápoles. Continuó incursionando en varios puertos italianos hasta llegar a Ostia cerca del río Tíber, causando que las iglesias en Roma tocaran sus campanas en señal de alarma. Luego zarpó al sur, apareciendo en Ponza, Sicilia y Cerdeña, antes de tomar Túnez en agosto de 1534, causando la huida de su gobernante, el sultán Mulei Hassan.
Mulei Hassan pidió ayuda a Carlos I para recuperar su reino, y como resultado una fuerza hispano-italiana de 300 galeras y 24 000 soldados ocuparon Túnez, así como Bône (Annaba) y Mahdia en 1535. Reconociendo la inutilidad de la resistencia armada, Barbarroja abandonó Túnez tiempo antes de que llegaran las naves cristianas, navegando hacia el mar Tirreno, donde bombardeó puertos, desembarcó de nuevo en Capri y reconstruyó ahí un fuerte después de haberlo destruido durante el asedio a la isla. Navegó entonces hacia Argel y desde allí hizo incursiones por los pueblos costeros de España, destruyendo los puertos de Mallorca y Menorca; además, capturó varias galeras españolas y genovesas, liberando a sus remeros esclavos musulmanes. En septiembre de 1535 logró repeler otro ataque español a Tremecén.
En 1536 Barbarroja fue llamado de vuelta a Estambul para tomar el mando del ataque naval otomano contra el Reino de Nápoles de los Habsburgo. En julio de 1537 desembarcó en Otranto y se apoderó de la ciudad, así como de la fortaleza de Castro y la ciudad de Ugento en Apulia. En agosto de 1537, junto con Lütfi Pasha lideró una gran armada otomana que conquistó las islas egeas y jónicas en poder de la República de Venecia. El mismo año Barbarroja arrebató Corfú a los venecianos y de nuevo incursionó en Calabria. Estas pérdidas provocaron que la República de Venecia pidiera al papa Paulo III que organizara una "Liga Santa" en contra de los otomanos.
En febrero de 1538, el papa Paulo III logró formar la Liga Santa (constituida por los Estados Pontificios, España, el Sacro Imperio Romano Germánico, la República de Venecia y la Orden de Malta) contra los otomanos, pero Barbarroja venció a esta flota combinada al mando de Andrea Doria en la batalla de Préveza en septiembre de 1538. Esta victoria aseguró el dominio turco sobre el Mediterráneo por los próximos 33 años, hasta la batalla de Lepanto en 1571.
En el verano de 1539 Barbarroja capturó las islas de Scíathos, Esciro, Andros y Serifos y recuperó Castelnuovo, ocupada por los venecianos tras la batalla de Préveza. También se hizo con el cercano castillo de Risan y luego asaltó la fortaleza veneciana de Cattaro y la fortaleza española de Santa Veneranda cerca de Pésaro. Luego tomó los restantes puestos avanzados cristianos en los mares Jónico y Egeo. Venecia firmó finalmente un tratado de paz con el sultán Solimán I en octubre de 1540, reconociendo las conquistas territoriales turcas y pagando 300 000 ducados de oro.
En septiembre de 1540 Carlos I contactó a Barbarroja y le ofreció nombrarlo su Almirante en jefe y hacerlo gobernador de los territorios españoles en el Norte de África, pero su oferta fue rechazada. Frustrado al no convencer a Barbarroja que cambiase de bando, en octubre de 1541, Carlos I en persona asedió Argel, con la intención de terminar con la amenaza que representaba el corsario a los dominios españoles y la navegación de los cristianos en el Mediterráneo. 
La temporada no era la más adecuada para tal campaña, y tanto Andrea Doria, comandante de la flota, como el ya mayor Hernán Cortés, a quien Carlos I había solicitado que participara en la campaña, intentaron disuadirlo, pero fracasaron. Al final, una violenta tormenta golpeó a la flota española; Andrea Doria dirigió a su flota mar adentro para evitar colisionar contra la costa, pero gran parte de ella naufragó. Luego de luchar en tierra sin mucho éxito, Carlos I decidió retirarse con sus tropas, gravemente afectadas.
En 1543 Barbarroja se dirigió hacia Marsella para ayudar a Francia, entonces aliada con el Imperio otomano, y atravesó el Mediterráneo con una flota de 210 naves (un total de 30 000 soldados otomanos), incursionando en varios puertos italianos y españoles, antes de asediar Niza, conquistándola el 5 de agosto de 1543 por solicitud del rey francés Francisco I, aunque la tuvieron que abandonar sin ocupar la ciudadela debido a la llegada de tropas imperiales. El almirante turco desembarcó en Antibes y en Île Sainte-Marguerite cerca de Cannes, luego saqueó la ciudad de San Remo, otros puertos de Liguria, Mónaco y La Turbie. Pasó el invierno con su flota y 30 000 soldados turcos en Tolón, pero enviaba ocasionalmente a sus tropas desde allí a bombardear las costas de España. Por último, Solimán I y Carlos I firmaron una tregua en 1544.
No obstante, Barbarroja continuó ese mismo año haciendo incursiones en diversos puertos europeos en el Mediterráneo hasta que regresó a Estambul. En 1545 dejó la ciudad para realizar sus últimas expediciones navales, durante las cuales bombardeó varios puertos de la península ibérica y desembarcó en Mallorca y Menorca por última vez. Luego zarpó de vuelta a Estambul y construyó un palacio en el Bósforo, en el actual distrito de Büyükdere.

## Últimos años, muerte y legado

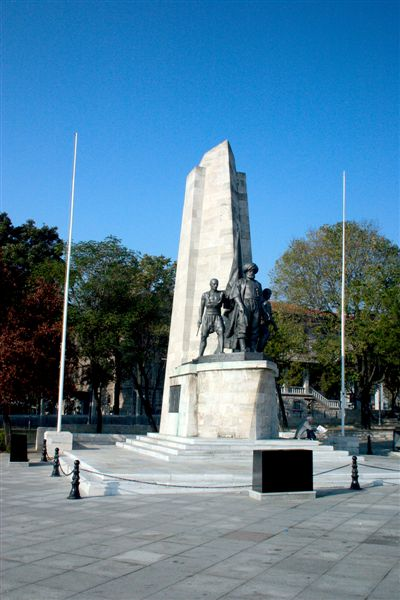
Estatua de Barbarroja cerca del Museo Naval Turco en Estambul.

Barbarroja se retiró en Estambul en 1545, dejando a su hijo Hasas Pasha como su sucesor en Argel. Luego dictó sus memorias a Muradi Sinan Reis en cinco volúmenes manuscritos conocidos como "Gazavat-ı Hayreddin Paşa" (Memorias de Jeireddín Pachá), que en la actualidad se exhiben en el palacio de Topkapı y en la Biblioteca de la Universidad de Estambul. 
Jeireddín Barbarroja murió en 1546 en su palacio en el barrio Büyükdere de Estambul, en las costas noroccidentales del Bósforo. Está enterrado en un alto mausoleo (türbe) en el distrito de Beşiktaş, en el lado europeo de Estambul. Este mausoleo fue construido en 1541 por el famoso arquitecto Sinan en el lugar donde su flota solía reunirse. Un monumento en su honor se erigió en 1944, junto a su mausoleo. La Marina Otomana solía visitar el mausoleo y realizar ceremonias y ofrendas antes de las grandes expediciones. Hoy, de manera similar, la Armada turca aún continúa con esta tradición. La tumba está abierta al público solo los viernes de 1 a 5 de la tarde y en ocasiones especiales, como el 1 de julio, para el Festival de Cabotaje, y el 4 de abril, para el Día de los Mártires Navales.
Como legado, se puede asegurar que Barbarroja estableció la supremacía turca en el Mediterráneo, que duró hasta la batalla de Lepanto en 1571.

## Fechas clave
- En 1533, Jeireddín fue nombrado Almirante en jefe por el Sultán Otomano.
- En 1535, Al-Hasan pidió ayuda a los españoles, siendo Carlos V quien preparó una campaña, recobrando la plaza de Túnez en aquel año.
- En 1538, la flota de Carlos V fue derrotada en la batalla de Préveza por Jeireddín, asegurando el control del Mediterráneo oriental a los turcos durante 33 años.
- En 1539 toma el enclave de Castelnuovo, no sin sufrir grandes pérdidas.
- En 1541, Ahmed Ibn Al-Hasan Al-Hafsi sucedió en el trono a su padre en Túnez, debido a la política de servidumbre de su padre para con los españoles.
- En 1544, cuando España declaró la guerra a Francia, el rey francés Francisco I acudió al sultán otomano Suleimán para solicitar su ayuda. Este envió una flota encabezada por Jeireddín, quien salió victorioso ante los españoles.
- Como su hermano Aruj, Jeireddín logró coordinar una flota de 36 barcos, y en 7 viajes transportó a 70 000 mudéjares, reubicándolos en Argel y haciendo así de esta una plaza más fuerte frente al Imperio español.
- En honor a todos estos logros, el sultán otomano le otorgó el título de Beylerbeyi: Gobernador General.
- Jeireddín murió a los 65 años de edad en su palacio de la ribera del Bósforo, en Estambul. Tras su muerte, su hijo Hasan Paşa le sucedió en Argel. Su tumba puede ser visitada en Estambul.